# کلیولند (آریزونا)
کلیولند (به انگلیسی: Cleaveland) یک منطقهٔ مسکونی در ایالات متحده آمریکا است که در آریزونا واقع شده‌است. کلیولند ۲٬۳۵۵ متر بالاتر از سطح دریا واقع شده‌است.